# Иенгра (село)

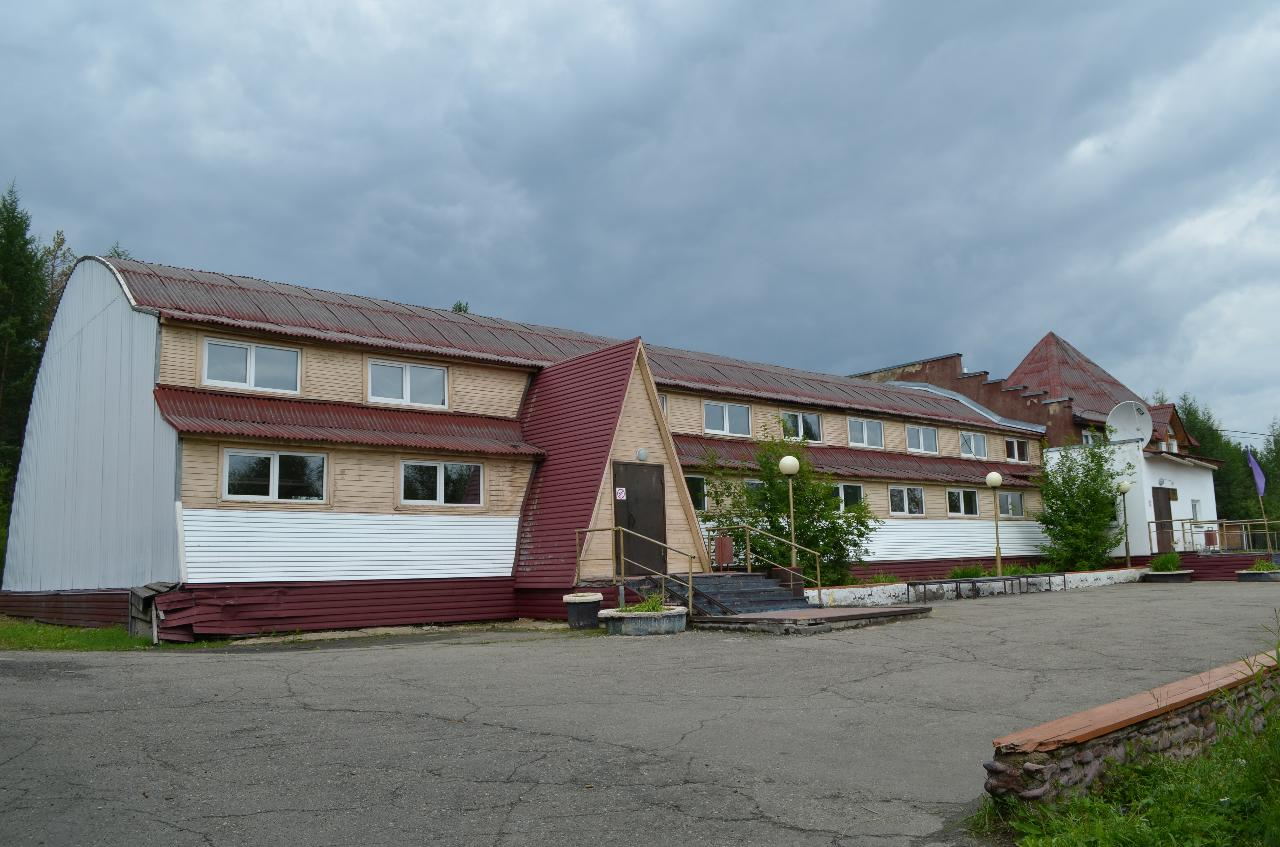
Этнокультурный центр «Эян»

Ие́нгра — село в Нерюнгринском районе Якутии. Административный центр Иенгринского эвенкийского национального наслега.

## География
Расположено на левом берегу одноимённой реки, примерно в 51 км от районного центра — города Нерюнгри. Рядом с селом проходят Дальневосточная железная дорога и федеральная автодорога М56 «Лена».
Социальная инфраструктура села включает участковую больницу, среднюю общеобразовательную школу-интернат, детский сад «Золотиночка», школу искусств, музей, этнокультурный центр «ЭЯН», библиотеку.

## Этимология названия
Своё название село получило от реки Иенгры, на берегу которой оно расположено. С эвенкийского: «ийэ» — рог, «-нгра» — аффикс, обозначающий названия гор, рек, озёр или местностей, данные по характерному для них предмету, указанному в основе слова. Ойконим Иенгра — метафорический местный географический термин, образованный в результате иносказательного использования названия частей тела животных для обозначения элементов рельефа, гидрографии и других географических объектов. В верховьях реки множество разветвлений, которые, если смотреть на них с гор, напоминают рога оленя. Слово можно перевести как «ветвистая».

## История
В 1977 году Указом президиума Верховного Совета РСФСР село Золотинка переименовано в Иенгра.
Летом и осенью 1977 года в окрестностях села проводились съёмки художественного фильма режиссёра Бориса Бунеева «Злой дух Ямбуя» по одноимённой повести Григория Федосеева. Многие жители Иенгры снимались в массовых сценах этого фильма, вышедшего на киностудии имени М. Горького, а Николай Леонтьевич Дмитриев сыграл роль Долбачи — проводника геодезической экспедиции.

## Население
| 1989  | 2002  | 2009  | 2010  | 2012  | 2013  | 2014  |
| ----- | ----- | ----- | ----- | ----- | ----- | ----- |
| 1500  | ↘1216 | ↘1103 | ↗1104 | ↘1086 | ↘1067 | ↘1052 |
| 2015  | 2016  | 2017  | 2018  | 2019  | 2020  | 2021  |
| ↘1034 | ↘1006 | ↘1004 | ↘971  | ↘948  | ↘944  | ↘917  |
| 2022  | 2023  |       |       |       |       |       |
| ↗1252 | ↘1044 |       |       |       |       |       |

По данным на 1 января 2010 года в селе проживало 1103 человека, в числе которых 856 коренных жителей — эвенков. Жители села занимаются оленеводством, промысловой охотой и звероводством.
Житель Иенгры Леханов Семён Михайлович — первый почётный гражданин города Нерюнгри.

## Улицы
| - 40 лет Победы - 50 лет ВЛКСМ - 50 лет Победы - Геологическая - Дорожная - Дружбы | - Иенгринская - Кооперативная - Лесная - Новая - Советская - Совхозная | - Сосновая - Строительная - Школьная - Эвенкийская - Экспедиционная |